# Рали Кипър
Рали Кипър е състезание, което се провежда ежегодно в Кипър от 1970 г. насам. Събитието се провежда от Кипърската автомобилна асоциация и е със седалище в град Лимасол. То се провежда на макадам пътища в близост до планините Труудос. Ралито е част от Световния рали шампионат от 2000 до 2006. През 2007 и 2008 г. събитието беше част от ФИА Близък изток рали шампионат. Завръща в Световния рали шампионат през 2009 г., като се възползва от новите разпоредби.

## Победители
| Година | Пилот            | Конструктор        | Навигатор       | Рали  | Статистика |
| ------ | ---------------- | ------------------ | --------------- | ----- | ---------- |
| 2009   | Себастиан Льоб   | Ситроен С4 WRC     | Давид Елена     | Кипър | Статистика |
| 2008   |                  |                    |                 |       |            |
| 2007   |                  |                    |                 |       |            |
| 2006   | Себастиан Льоб   | Ситроен Ксара WRC  | Давид Елена     | Кипър | Статистика |
| 2005   | Себастиан Льоб   | Ситроен Ксара WRC  | Давид Елена     | Кипър | Статистика |
| 2004   | Себастиан Льоб   | Ситроен Ксара WRC  | Давид Елена     | Кипър | Статистика |
| 2003   | Петер Солберг    | Субару Импреца WRC | Фил Милс        | Кипър | Статистика |
| 2002   | Маркус Грьонхолм | Пежо 206 WRC       | Тимо Раутиайнен | Кипър | Статистика |
| 2001   | Колин Макрей     | Форд Фокус WRC     | Ники Грист      | Кипър | Статистика |
| 2000   | Карлос Сайнц     | Форд Фокус WRC     | Луис Моя        | Кипър | Статистика |